# The Pawnbroker (film)
The Pawnbroker is een Amerikaanse film uit 1964 geregisseerd door Sidney Lumet. De film is gebaseerd op een boek van Edward Lewis Wallant. De film wordt gezien als een van de eerste Hollywoodfilms die een realistisch beeld probeert te geven van de Holocaust en zou later als inspiratie dienen voor films als Schindlers List. De film was ook de eerste grote Hollywoodproductie waarin naakt vertoond werd, wat meehielp met het afschaffen van de Amerikaanse filmcensuur in 1968. De film werd in 2008 opgenomen in het National Film Registry.

## Verhaal
Sol Nazerman, is een oudere Joodse pandjesbaas die in Harlem woont. In de Tweede Wereldoorlog zat hij met zijn vrouw en kinderen in een concentratiekamp waarvan hij nog vaak nachtmerries heeft. In zijn pandjeshuis drijft de kleine crimineel Rodriguez met zijn toestemming handel, totdat Sol erachter komt dat die zich bezighoudt met prostitutie, waardoor Sol Rodriguez geen toestemming meer geeft zijn winkel te gebruiken. Dit ergert Rodriguez en hij plant dan een overval op Sols winkel.

## Rolverdeling
| Acteur               | Personage          |
| -------------------- | ------------------ |
| Rod Steiger          | Sol Nazerman       |
| Geraldine Fitzgerald | Marilyn Birchfield |
| Brock Peters         | Rodriguez          |
| Jaime Sánchez        | Jesus Ortiz        |